# Habitatge al carrer Gurb, 37 (Vic)
L'Habitatge al carrer Gurb, 37 és una casa eclèctica de Vic (Osona) inclosa a l'Inventari del Patrimoni Arquitectònic de Catalunya.

## Descripció
Edifici civil. Casa que forma xamfrà amb el carrer Pla de Balenyà. La façana de Pla de Balenyà és més prolongada que la del carrer de Gurb. Consta de planta baixa i tres pisos, les obertures dels quals disminueixen amb l'alçada. L'edifici és cobert amb teula àrab a dues vessants i rematat per una bonica cornisa i té proporcions verticals. A la façana s'hi obren portals d'arc rebaixat i el portal dels habitatges és rectangular. Als pisos s'hi obren balcons i finestres, alguns amb els emmarcaments de pedra i tots amb baranes de ferro forjat. Les llosanes dels balcons són de pedra, la façana és arrebossada i cal remarcar l'acabat en pedra de la cantonada.
L'estat de conservació és força bo.

## Història
L'antic camí de Gurb sorgí com la prolongació del carrer de les Neus vers el segle xii i on s'anaren transformant les masies i edificacions en cases entre mitgeres que seguien el traçat natural del camí. Al segle xv es construí l'església gòtica dels Carmelitans prop de l'actual carrer Arquebisbe Alemany, enderrocada el 1655 en convertir-se la ciutat en plaça fortificada contra els francesos durant la guerra dels Segadors. Als segles XVII-XVIII es construí l'actual convent i l'església dels Carmelitans calçats. Al segle xviii la ciutat experimenta un fort creixement i aquests carrers itinerants es renoven formant part de l'Eixample Morató. Al segle xix, amb la urbanització de l'Horta d'en Xandri entre el carrer Gurb i de Manlleu també es renova. Actualment el carrer viu una etapa d'estancament i convindria revitalitzar-lo
La primera intervenció que es coneix data de 1878 i fou feta per Josep Ylla. L'estat actual ve d'una reforma del 1908.